# 刘家峡镇
刘家峡镇，是中华人民共和国甘肃省临夏回族自治州永靖县下辖的一个行政建制镇。

## 行政区划
刘家峡镇下辖以下地区：
化工路社区、古城路社区、黄河路社区、川西路社区、川东路社区、川南路社区、川北社区、大庄村、红柳台村、刘家峡村和罗川村。